# Gigantes del mont'e Prama

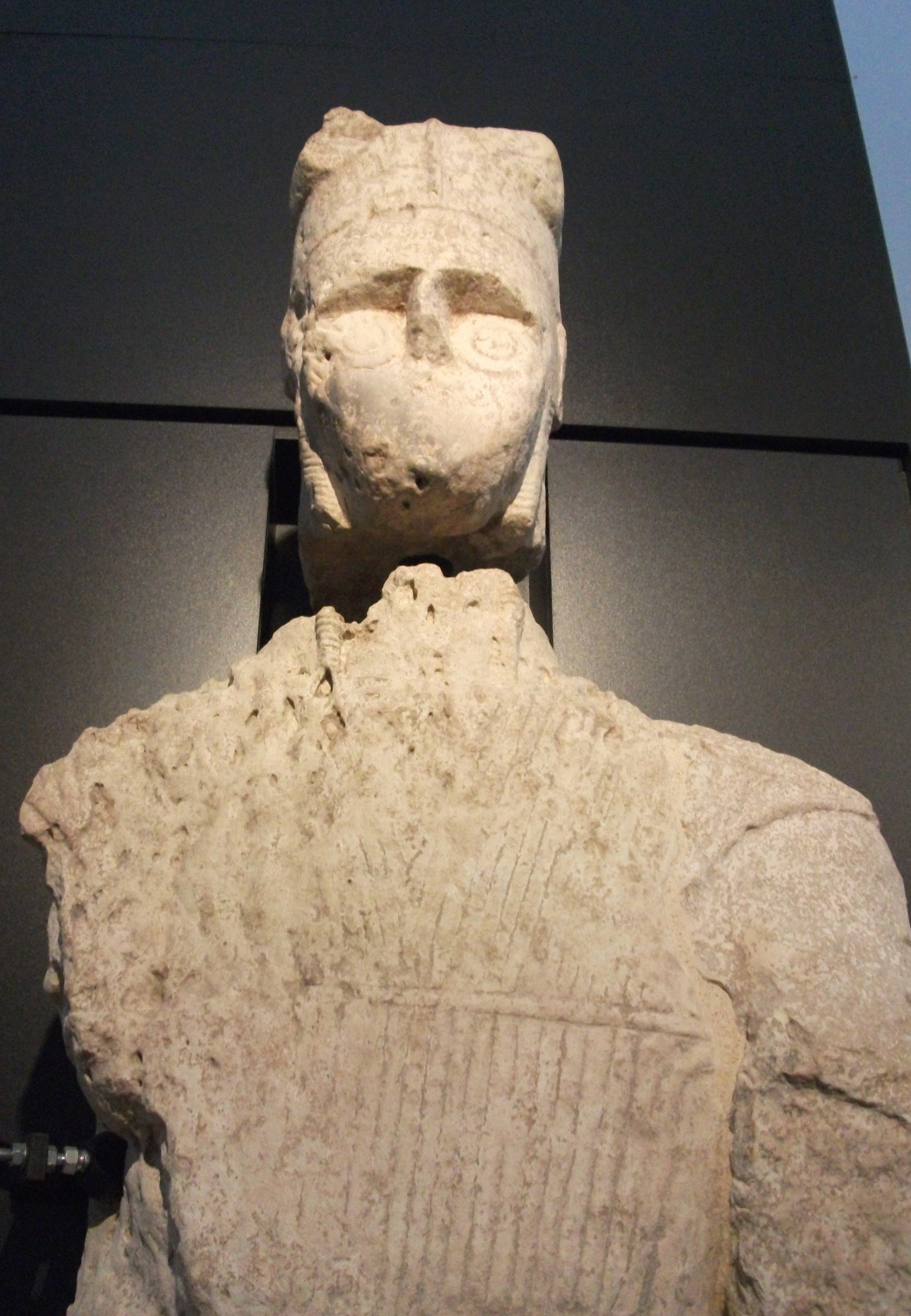
Un guerrero gigante.

Los gigantes del monte de Prama o los Kolossoi del mont'e Prama (Zigàntes de Mònt'e Pràma en sardo) son esculturas nurágicas, esculpidas en bulto redondo encontradas cerca de la localidad de Cabras en la región italiana de Cerdeña. Dividida en numerosos fragmentos, fueron encontrados casualmente en un campo en marzo de 1974 en la localidad de Mont'e Prama, en Cabras, en el centro-oeste de Cerdeña, Italia, cuando el arado de un campesino —Sisinnio Poddi— sacó a la luz la primera cabeza de una estatua. Las estatuas fueron esculpidas en arenisca local y su altura varía entre los 2 y los 2,5 metros. 
Después de cuatro excavaciones realizadas entre 1975 y 1979, alrededor de cinco mil fragmentos encontrados, entre ellos, quince cabezas y veintidós bustos, fueron albergados en los almacenes del Museo arqueológico nacional de Cagliari por treinta años, mientras que algunas de las partes más importantes fueron expuestas en el mismo museo.
Junto con las estatuas y los modelos nurágicos también se encontraron diversos betilos del tipo «oragiana», en general, pertenecientes a una o más tumbas de los gigantes.
Después de la asignación de fondos en 2005 por el Ministerio de Bienes y Actividades Culturales y de la región de Cerdeña, del 2007 hasta el presente, está siendo restaurado por el Centro de Conservación Arqueológica de Roma (CCA), en los locales del centro para la restauración y preservación de los bienes culturales de Li Punti en Sassari, coordinados por la Superintendencia de Patrimonio Arqueológico de la provincia de Sassari y Nuoro, en colaboración con la de las provincias de Cagliari y Oristano.
En esta sede, desde mayo de 2009, en varios eventos —y de manera constante a partir de noviembre de 2011— veinte y cinco estatuas de guerreros, arqueros y púgiles, junto con los modelos de nuragas, se muestran en una exposición abierta al público.